# Andrea Booherová

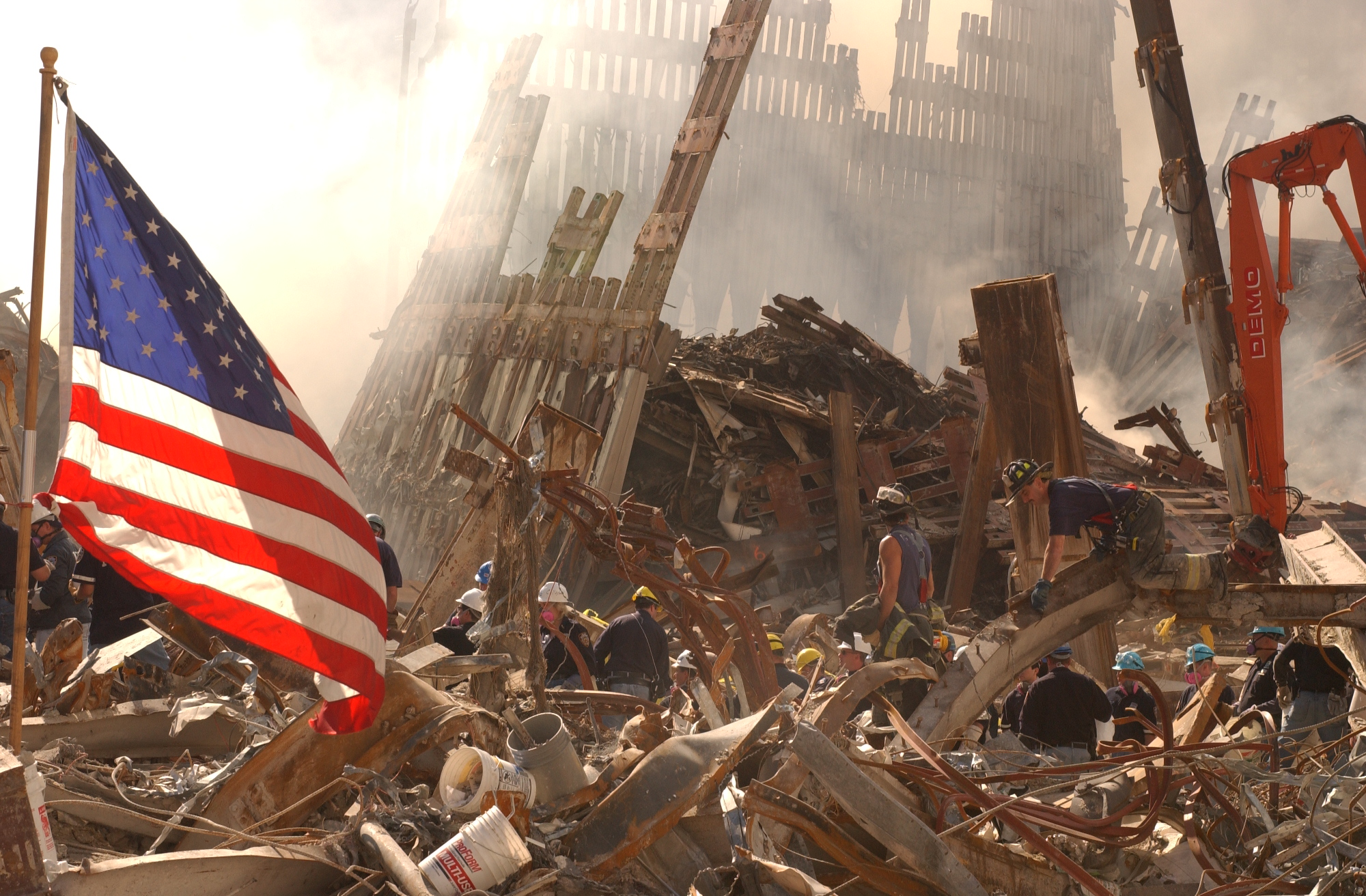
Záchranáři přelézají a přezkoumávají hromady sutin ze zničeného Světového obchodního centra, zatímco nad troskami vlaje americká vlajka. Foto Andrea Booherová/ FEMA News Photo

Andrea Booherová (nepřechýleně Andrea Booher) je americká fotografka, filmařka a fotoreportérka z Colorada, nejznámější svými fotografiemi po katastrofě World Trade Center.

## Vzdělání
Booherová má titul svobodných umění na Regis University. Studovala mezinárodní vztahy a španělštinu na University of Colorado a pokročilou španělštinu na kampusu University of Arizona v Guadalajara v Mexiku. 
Získala stipendium Ernst Haas Photography Scholarship, které absolvovala v Anderson Ranch Art Center. 

## Kariéra

### Fotografie
Booherová se ujala fotografických úkolů od UNESCO, UNDP a UNIFEM. 
Booherová je vedoucí fotografkou pro Federal Emergency Management Agency a pro agenturu zdokumentovala více než 190 katastrof v USA.  Po útoku na Světové obchodní centrum na Manhattanu ve státě New York z 11. září dostala Booherová na toto místo 24hodinový přístup. Během deseti týdnů, které tam strávila po svém příjezdu 12. září, vytvořila tisíce fotografií dokumentujících roli Federální agentury pro mimořádné události při úklidu Ground zero. Některé z jejích fotografií byly použity k prezentaci případu nebezpečí, kterým čelí ti, kdo pracovali v místě WTC.
Booherová byla jedním z pouhých dvou fotografů, kterým byl do lokality povolen přístup.

### Výstavy a dokumenty
Dílo autorky je zahrnuto do sbírky Muzea umění Houston a bylo vystaveno v muzeu 11. září od jeho otevření v roce 2014. V roce 2011 se na A&amp;E vysílal dokument Booherové s názvem Portraits from Ground Zero u příležitosti desátého výročí útoků.

## Galerie

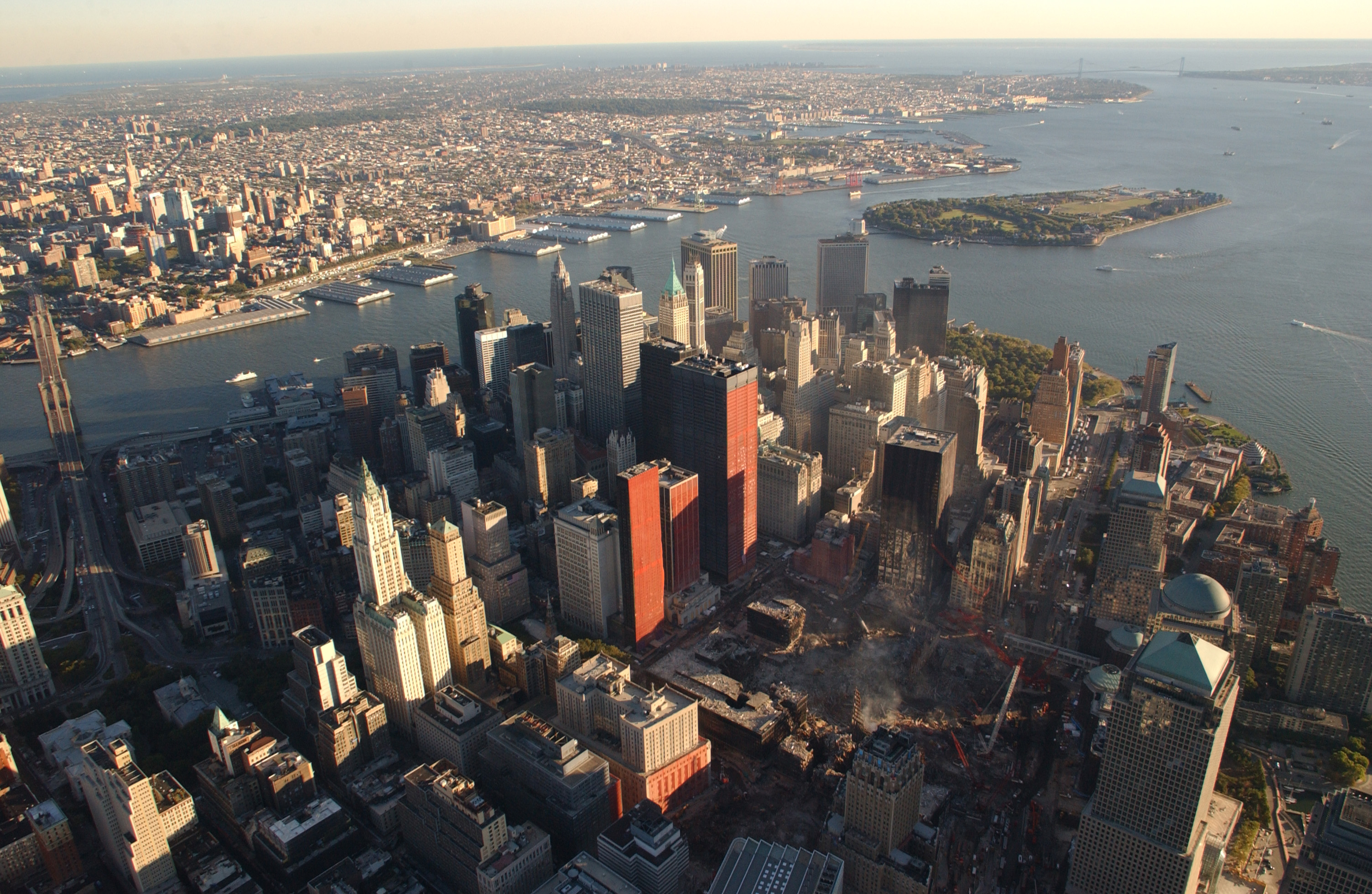
WTC
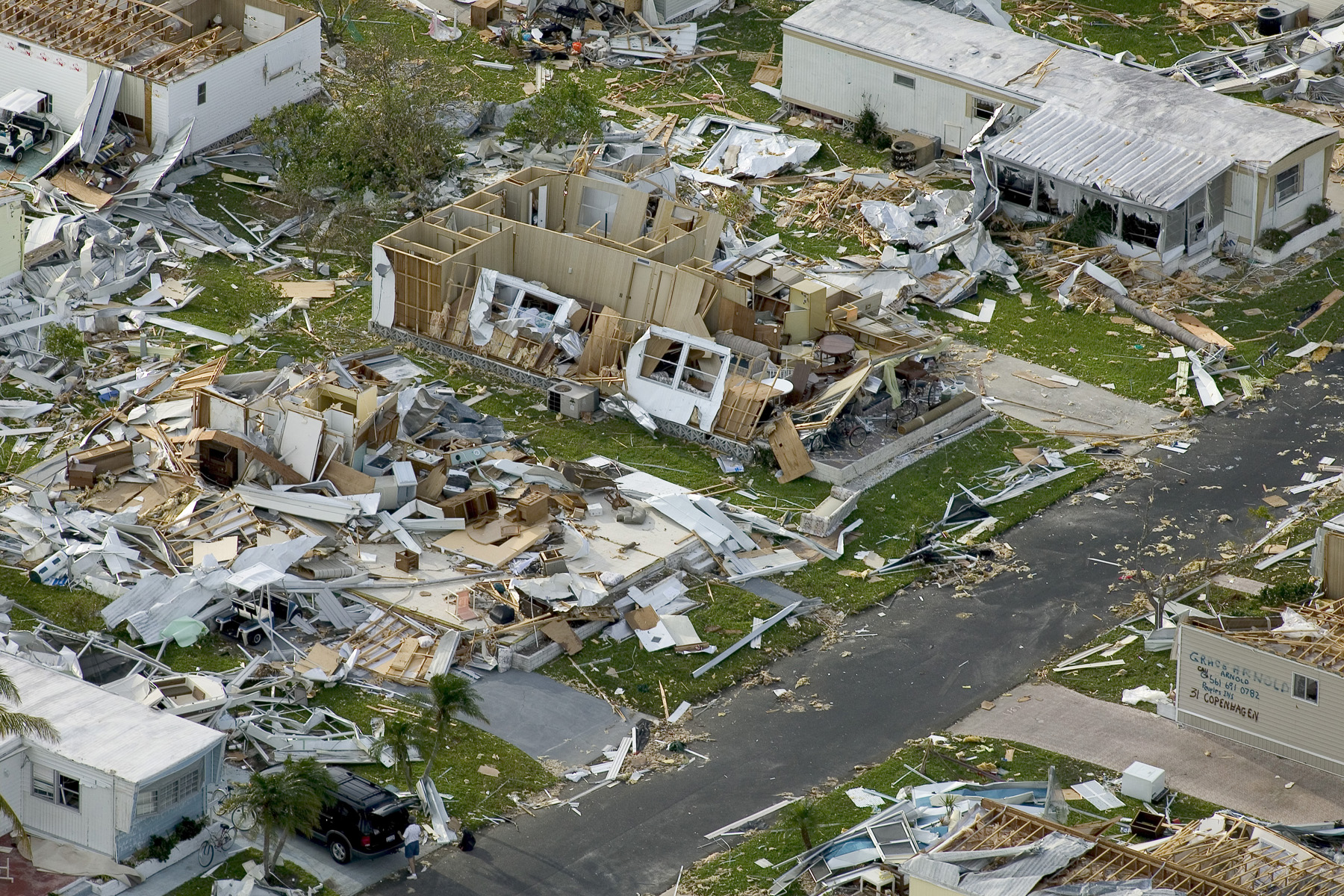
Aerial image of destroyed homes in Punta Gorda (USA), following hurricane Charley
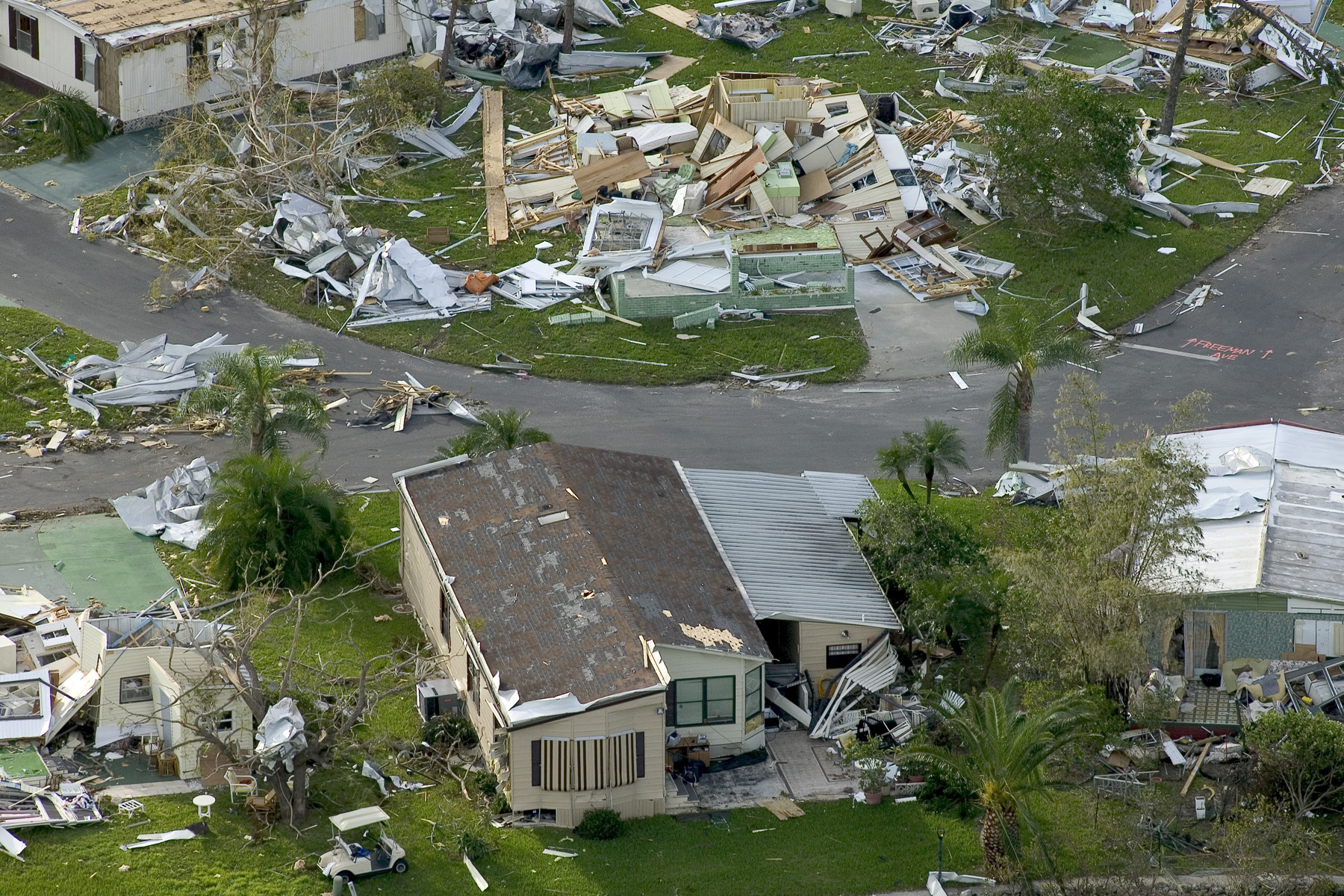
Punta Gorda, FL, Aug. 16, 2004 -- Aerial image of destroyed homes in Punta Gorda, following hurricane Charley